# Santa Rosa de Aguán
Santa Rosa de Aguán est une municipalité du Honduras, située dans le département de Colón.
La municipalité compte 2 villages et 53 hameaux. Elle est fondée en 1892.

## Crédit d'auteurs
- (en)/(es) Cet article est partiellement ou en totalité issu des articles intitulés en anglais « Santa Rosa de Aguán » (voir la liste des auteurs) et en espagnol « Santa Rosa de Aguán » (voir la liste des auteurs).